# マーリス・シュトロムベルグス
マーリス・シュトロムベルグス（Māris Štrombergs、1987年3月10日 - ）は、ラトビア、ヴァルミエラ出身の自転車競技（BMX）選手。

## 来歴
2008年
- 中華人民共和国の太原で行われたBMX世界選手権（エリート部門）を制覇。
- 北京オリンピック・BMXの決勝戦では、スタートから先頭に立ち、そのまま最後まで押し切って初代同大会同種目金メダリストに輝いた。

2009年
- BMX世界選手権 4位

2010年
- BMX世界選手権で、2度目の世界一を達成。

2011年
- BMX世界選手権 2位

2012年
- BMX世界選手権 決勝失格
- ロンドンオリンピック・BMX決勝で、スタートから先頭に立ってそのまま逃げ切り、五輪BMX連覇を達成。